# Twilight Zone (TV-serie)
För andra betydelser, se Twilight Zone.
Twilight Zone (originaltitel: The Twilight Zone) är en amerikansk science fiction-TV-serie, skapad av Rod Serling, som ursprungligen sändes på TV-kanalen CBS från den 2 oktober 1959 till den 19 juni 1964, totalt 156 fördelade på fem säsonger. Avsnitten är vardera 30 minuter långa, utom i säsong fyra, då avsnitten är 60 minuter. En del av avsnitten sändes i svensk TV under 1960-talet.
Serien kan kallas för en kultserie. Den fokuserade på science fiction, fantasy och rysarinslag, och hade ofta ett oväntat, makabert och/eller ironiskt slut. Ett återkommande tema var en person som plötsligt fann att hela världen kring sig hade ändrats.

## Uppföljare
En långfilm och tre nya TV-serier gjordes som uppföljare till originalserien:
- Filmen Twilight Zone – på gränsen till det okända spelades in 1983 och producerades av Steven Spielberg och John Landis.
- Skymningszonen (The New Twilight Zone) spelades in 1985–1989, varav vissa avsnitt visades av TV4 i mitten på 1990-talet.
- The Twilight Zone spelades in 2002–2003 och har inte visats i svensk TV.
- The Twilight Zone spelades in 2019–2020 och har inte visats i svensk TV.